# Lijst van grietmannen van Platvoetshuis
Dit is een lijst van grietmannen van de voormalige Nederlandse grietenij Platvoetshuis in de provincie Groningen, die bestaan heeft tot 1803.
| Ambtsperiode | Naam grietman                 | Leven     | Bijzonderheden                          |
| ------------ | ----------------------------- | --------- | --------------------------------------- |
| 1600         | Joachim Pantzer               |           |                                         |
| 1775         | Nicolaus Guichart, J.U.D.     | 1743-1805 | secretaris en fiscaal van de Ommelanden |
| 1784 - 1803  | dr. Albert Pieter Driessen    |           | richter van Platvoetshuis               |
| 1794         | Rudolf Hendrik Koning, J.U.D. |           | mede geconstitueerd richter             |